# تيري جونز (لاعب كرة قدم أمريكية)
تيري جونز (بالإنجليزية: Terry Jones)‏ هو لاعب كرة قدم أمريكية أمريكي، ولد في 8 نوفمبر 1956 في ساندرفيل في الولايات المتحدة.